# MLBPA Baseball
Az MLBPA Baseball baseball-videójáték, melyet a High Score Productions fejlesztett és az EA Sports jelentetett meg Game Gear, Sega Genesis és Super Nintendo Entertainment System platformokra. A játék Game Gear-kiadásának fejlesztésében a Beam Software, míg a Super Nintendo Entertainment System-verzióban a Visual Concepts is közreműködött. A Super Nintendo Entertainment System-kiadása Japánban is megjelent, Fighting Baseball címmel.
A játék borítóján Brent Gates Oakland Athletics-kettesvédő és Billy Hatcher Boston Red Sox-jobbkülső szerepel.

## Áttekintés
A játékhoz megváltották a Major League Baseball Players Association licencét, így abban az 1993-as MLB-szezonhoz igazított játékoskeretek és statisztikák szerepelnek. Az Electronic Arts a Major League Baseball-licencet azonban már nem váltotta ki, így a csapatok nem a valós nevükön szerepelnek. A legtöbb csapat a székhelyéül szolgáló város nevén szerepel, mezeik valós másuk színvilágát másolják, az Amerikai Liga „A League”, a Nemzeti Liga „N League”, míg a World Series „The Series” álnéven szerepel. Azok az MLB-csapatok, amelyek nevében nem egy város, hanem egy állam szerepel nem az állam nevén, hanem az államban található egyik város nevén jelenik meg a játékban, így például a Florida Marlins a játékban Miami néven szerepel. A játékban különböző játékmódok is vannak, köztük a két csapat közötti barátságos mérkőzés, az 1994-es MLB-szezon beosztását követő szezonmód, a rájátszásmód, illetve a The Series-mód. A szezonmód állását a Super Nintendo Entertainment System-változatban egy jelszórendszer segítségével lehet elmenteni, a Genesis-kiadás viszont elemalapú mentést kapott. Annak ellenére, hogy a szezonmód az 1994-es szezon beosztását követi, az mégsem az új, a szezon előtt bevezetett három divíziós/wild card formátumot követi, helyette a régi, ligánkénti kétdivíziós rendszert tartalmazza.
A játékban a mérkőzések a hazai csapat stadionjától függően természetes és műfüvön is játszhatóak, illetve nappali és éjszakai is meccsek is vannak. A játékban a dupla- és triplajátékokhoz, a hazafutásokhoz és a grand slamekhez, a dobó- és ütőjátékos-cserékhez, illetve a kiejtésekhez eredményjelző-animációk is helyet kaptak. A korszak legtöbb EA Sports-játékához hasonlóán a mérkőzések előtt Ron Barr Emmy-díjas sportkommentátor rövid elemzést ad a két csapatról.
A Super Nintendo Entertainment System-változat az első baseball-videójáték, melyben hallható az Atlanta Braves Tomahawk Chop című dala.
A játék japán kiadása nem tartalmazza a Major League Baseball Players Association licencét, helyette a japán programozók által kitalált nevek szerepelnek.

## Fogadtatás
A Famicom cúsin japán magazin szerkesztői 20/40-es összpontszámmal díjazták a játékot. A GamePro irói dicsérték a könnyű irányíthatóságot, illetve azt, hogy a labda még akkor is irányítható, miután elhagyta a dobójátékos kezét, ezzel szemben viszont kritizálták a valós csapatok hiányát és a „tűrhető” grafikát. Összegzésként megjegyezték, hogy az MLBPA Baseball „élvezhető játék, amelynek nem sikerült a műfaj legjobbjai közé emelkedni.” 
A játék japán változata, melyben nem szerepel az MLBPA licence, 2017-ben kisebb hírnévre tett szert az angol nyelvű internetes sajtó körében, amikor a japán programozók által összeállított játékoskeretek vírusszerűen terjedtek. A lista számtalan „Engrish” példát tartalmaz, köztük olyan „neveket” mint a „Sleve McDichael” vagy a „Bobson Dugnutt”.

## Fordítás
- Ez a szócikk részben vagy egészben az MLBPA Baseball című angol Wikipédia-szócikk ezen változatának fordításán alapul.  Az eredeti cikk szerkesztőit annak laptörténete sorolja fel. Ez a jelzés csupán a megfogalmazás eredetét és a szerzői jogokat jelzi, nem szolgál a cikkben szereplő információk forrásmegjelöléseként.